# María-Isabel Fernández
María-Isabel Fernández de Soto (18 settembre 1950) è un'ex tennista colombiana.

## Carriera
In carriera ha vinto tre titoli di doppio. Nei tornei del Grande Slam ha ottenuto il suo miglior risultato raggiungendo le semifinali di doppio a Wimbledon nel 1973, in coppia con l'uruguaiana Fiorella Bonicelli, e di doppio misto all'Open di Francia nel 1973, in coppia con il connazionale Jairo Velasco, Sr..
In Fed Cup ha disputato un totale di 11 partite, ottenendo 8 vittorie e 3 sconfitte.

## Statistiche

### Doppio

#### Vittorie (3)
| Numero | Anno           | Torneo                                    | Superficie | Compagna            | Avversarie in finale                  | Punteggio     |
| 1.     | 11 marzo 1974  | Virginia Slims of Dallas, Dallas          |            | Martina Navrátilová | Karen Krantzcke Virginia Wade         | 6-3, 3-6, 6-3 |
| 2.     | 10 agosto 1975 | US Clay Court Championships, Indianapolis |            | Fiorella Bonicelli  | Gail Sherriff Chanfreau Julie Heldman | 3-6, 7-5, 6-3 |
| 3.     | 11 luglio 1976 | Swedish Open, Båstad                      |            | Mimi Wikstedt       | Lesley Hunt Renáta Tomanová           | 6-1, 7-6      |

#### Finali perse (2)
| Numero | Anno             | Torneo                                    | Superficie | Compagna           | Avversarie in finale          | Punteggio     |
| 1.     | 19 agosto 1973   | US Clay Court Championships, Indianapolis |            | Fiorella Bonicelli | Patti Hogan Sharon Walsh      | 4-6, 4-6      |
| 2.     | 10 novembre 1974 | Edinburgh Cup, Edimburgo                  |            | Raquel Giscafré    | Mima Jaušovec Virginia Ruzici | 4-6, 6-4, 4-6 |